# Satiacja semantyczna
Satiacja semantyczna – zjawisko psychologiczne polegające na odczuciu krótkotrwałego wrażenia utraty znaczenia słów lub wyrażeń po ich wielokrotnym powtarzaniu.

## Historia i badania
Wyrażenie „satiacja semantyczna” zostało zapoczątkowane przez Leona Jakobovitsa Jamesa w jego dysertacji na McGill University nagrodzonej w 1962 roku. Do tamtej pory wyrażenie „satiacja słowna” było używane wraz z terminami opisującymi zmęczenie psychiczne. W pracy dyplomowej James wymieniał wiele innych nazw tego zjawiska:

„Many other names have been used for what appears to be essentially the same process: inhibition (Herbert, 1824, in Boring, 1950), refractory phase and mental fatigue (Dodge, 1917; 1926a), lapse of meaning (Bassett and Warne, 1919), work decrement (Robinson and Bills, 1926), cortical inhibition (Pavlov, 192?), adaptation (Gibson, 1937), extinction (Hilgard and Marquis, 1940), satiation (Kohler and Wallach, 1940), reactive inhibition (Hull, 19113 (sic)), stimulus satiation (Glanzer, 1953), reminiscence (Eysenck, 1956), verbal satiation (Smith and Raygor, 1956), and verbal transformation (Warren, 1961b).” (From Leon Jakobovits James, 1962)

Praca prezentuje także eksperymenty demonstrujące efekt satiacji semantycznej w różnych czynnościach kognitywnych, takich jak ocenianie słów i kształtów prezentowanych wiele razy w krótkim czasie, powtarzanie słów werbalnie i grupowanie ich, dodawanie numerów po wypowiedzeniu ich oraz tłumaczenie słów powtarzanych w jednym z dwóch języków. W każdym przypadku uczestnik badania powtarzał słowo lub numer przez kilka sekund, po czym wykonywał czynność kognitywną używającą tego słowa. Z eksperymentu wynikło, że powtarzanie słowa przed jego użyciem komplikowało zadanie.
Wyjaśnieniem zjawiska było to, że powtarzanie słowa werbalnie wzbudzało specyficzną część neuronów kory mózgu, odpowiedzialnych za znaczenie słowa. Szybkie powtarzanie powodowało wykonywanie czynności obwodowych i czuciowo-ruchowych oraz aktywację ośrodkowego układu nerwowego, co może powodować efekt hamowania reaktywnego, w wyniku którego intensywność czynności zmniejsza się przy każdym powtórzeniu. Jakobovits James (1962) nazywa ten wniosek początkiem „eksperymentalnej neurosemantyki”.

## Zastosowania
Satiacja semantyczna może być używana w celu zmniejszenia jąkania, redukując nasilenie negatywnych emocji wywoływanych mową.

## W kulturze popularnej
- W noweli Berenice Edgara Allana Poego, bohater opisuje stan mentalny, który skłaniał go do „powtarzania, monotonnie, jakiegoś często spotykanego słowa, dopóki jego dźwięk tracił jakikolwiek sens”[2].
- W odcinku „The One with the Stoned Guy” serialu Przyjaciele, postać opisywana w tytule powtarza słowo ‘Tartlets’, aż w końcu zauważa, iż straciło ono „jakikolwiek sens”[3].
- W opowiadaniu „Stanley Toothbrush” Terry’ego Carra(inne języki), bohater powtarza słowo „shelf” (półka) tyle razy, że traci ono znaczenie w takim stopniu, że wszystkie półki w jego domu znikają. Występuje u niego także „generacja semantyczna”, dzięki której ciągłe mówienie o czymś w końcu sprawia, iż jest to prawdziwe.
- Satiacja semantyczna jest często używana w powieści Tony’ego Burgessa Pontypool Changes Everything, jak i w filmowej adaptacji powieści.
- W serii książkowej Guardians of Ga'Hoole, młode sowy są zmuszane do powtarzania swoich imion aż stracą one znaczenie, po czym ptaki używają przypisanych numerów jako nowych imion.
- W odcinku „Radioactive Man” Simpsonów Milhouse narzeka na konieczność powtarzania motto Radioactive Boya „Jiminy Jillickers” tak często, iż „traci ono całe znaczenie”.
- W odcinku „Robin 101” Jak poznałem waszą matkę Ted mówi że „wszystko brzmi dziwnie po powtórzeniu sto razy” i powtarza słowo „bowl” (miska), dopóki nie zostaje zdezorientowany.
- W odcinku „Ultimatum” The Office, w końcowej scenie Holly Flax mówi o sytuacji, kiedy, po wielokrotnym powtórzeniu, słowa zaczynają brzmieć dziwnie. Podaje jako przykład „we're going to be just fine, just fine”.
- W serialu "Ted Lasso" w odcinku 6 problemy bohatera zaczynają się od wyrazu "Plan".